# HQ-61

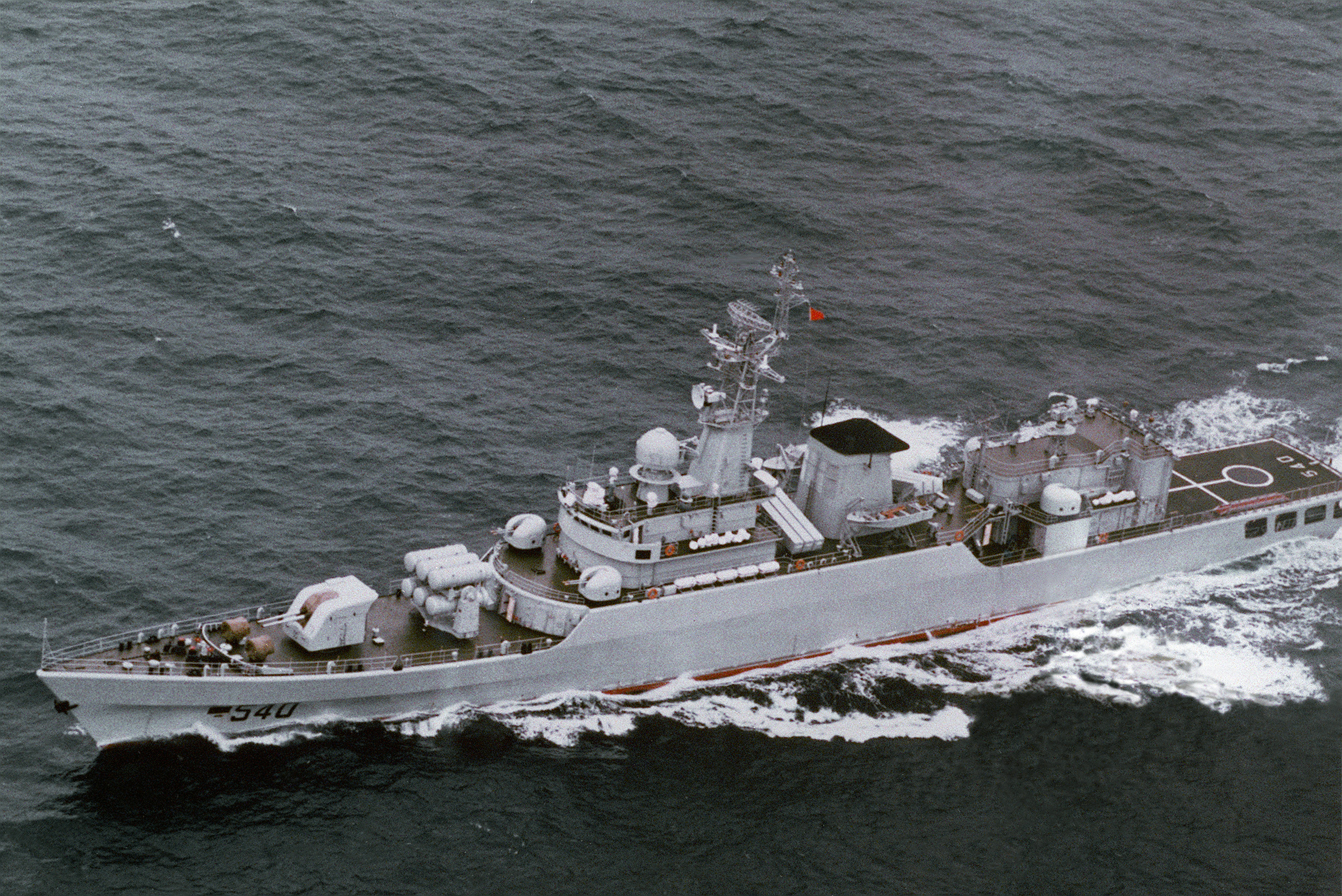
Šestinásobné vypouštěcí zařízení střel HG-61 je u fregat typu 053H2G umístěno za dělovou věží.

HongQi 61 (HQ-61) v české transkripci Chung-Čchi 61 je čínský protiletadlový systém krátkého dosahu. Systém byl zaveden v 80. letech jako první domácí čínský protiletadlový raketový systém. Vyráběn byl v pozemní i námořní verzi.

## Vývoj a nasazení
Vývoj střely začal počátkem 60. let pod označením HQ-41. V průběhu 70. let probíhaly zkoušky na fregatách typu 053K. Ty nesly dvě dvojitá odpalovací zařízení. Technické problémy však oddálily operační využití střel až do poloviny 80. let. Modernější verze střely HQ-61B byla instalována rovněž na čtyři fregaty typu 053H2G. Ty nesly jeden šestinásobný vypouštěcí kontejner na přídi. Pro nedostatečné výkony střel HQ-61 byl na další čínské válečné lodě montován výkonnější systém HQ-7.

## Hlavní technické údaje varianty FM-90[1]
- Hmotnost: 300 kg
- Délka: 3,99 m
- Průměr 0,286 m
- Rozpětí 1,166 m
- Rychlost: 3 M
- Operační dolet: 2500–10 000 m
- Operační výška: až 8000 m